# 布瓦纳吉里
布瓦纳吉里（Bhuvanagiri），是印度泰米尔纳德邦Cuddalore县的一个城镇。总人口19876（2001年）。

## 人口
该地2001年总人口19876人，其中男性9921人，女性9955人；0—6岁人口2312人，其中男1203人，女1109人；识字率71.25%，其中男性为78.60%，女性为63.92%。